# Wperjod (Genf)
Wperjod „Vorwärts“ (russisch Вперёд, wiss. Transliteration Vperëd, auch Vperyod) war eine bolschewistische Zeitung, die 1905 in Genf unter W. I. Lenins Leitung erschien.
Das russische sozialrevolutionäre Blatt Wperjod war die Fraktionszeitung der Bolschewiki nach der Spaltung der Sozialdemokratischen Arbeiterpartei Russlands (SDAPR) auf dem Zweiten Parteitag (1903). Die erste Ausgabe des Blattes wurde am 4. Januar 1905 (nach julianischem Kalender der 22. Dezember 1904) in Genf veröffentlicht. Insgesamt erschienen bis Mai (unregelmäßig) 18 Exemplare.
Die Herausgeber der Zeitungen Wperjod (Vorwärts) und Der Proletarier waren W. I. Uljanow-Lenin, M. S. Olminski, A. W. Lunatscharski, W. W. Worowski, I. A. Teodorowitsch.
Sie wurde im gleichen Format wie Lenins vorheriges Nachrichtenblatt Iskra („Der Funke“) veröffentlicht, das 1900 in Leipzig und München (später in Genf) veröffentlicht worden war, und von wo aus es illegal nach Russland geschmuggelt wurde. Lenin verließ deren Redaktion 1904, nachdem die Zeitung in die Hände der gegnerischen Partei der "Menschewiki" gefallen war.
Der Nachfolger von Wperjod war Proletari ("Der Proletarier") (Mai–November 1905), er erschien ebenfalls im Format der Vorgänger.